# 山内房治郎
山内房治郎（1859年11月22日—1940年1月）是日本企業家、工艺家，任天堂公司创始人，第一代社长，第三代社长山内溥是其曾孙。
1889年（明治22年），山内在京都市开设任天堂骨牌小店，奠定了今日任天堂的基础。

## 生平

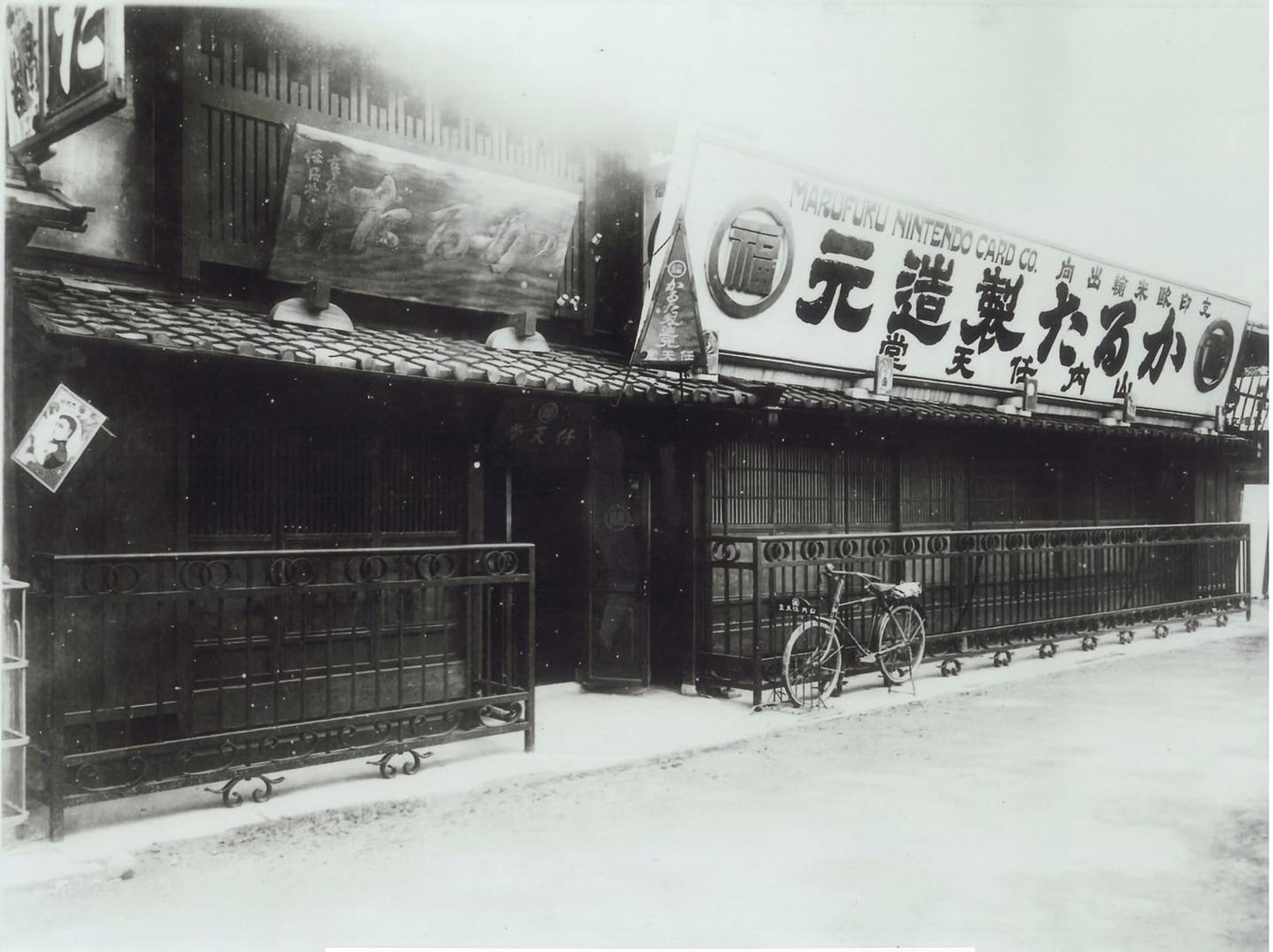
1889年的任天堂總部

山內房治郎本是紙牌工匠，於1889年（明治22年）9月23日，在京都市下京区开设了一家名为「任天堂骨牌」的小店来贩售自己生产的花札。此骨牌屬一種帶有48張牌之紙牌，於京都和大阪之店舖出售。最初小店是製作日本傳統骨牌，不久也出售西洋橋牌。
山內房治郎有一個女兒，嫁予山內積良，也即是任天堂繼任社長。山內積良正是在1929年從山內房治郎手上接手任天堂。
1940年1月因中風去世，享壽80歲。

## 外部連結
- 關於山內房治郎之生平 （页面存档备份，存于）